# Pietruszka (roślina)
Pietruszka (Petroselinum Hill) – rodzaj roślin z rodziny selerowatych. Obejmuje dwa gatunki rodzime dla Europy południowej i zachodniej, być może także Azji zachodniej. Pietruszka zwyczajna jest popularnym warzywem korzeniowym i liściowym, szeroko rozprzestrzenionym na świecie. Petroselinum segetum występuje w Europie południowo-zachodniej, przeważnie w stanie dzikim i nie jest powszechnie uprawiana

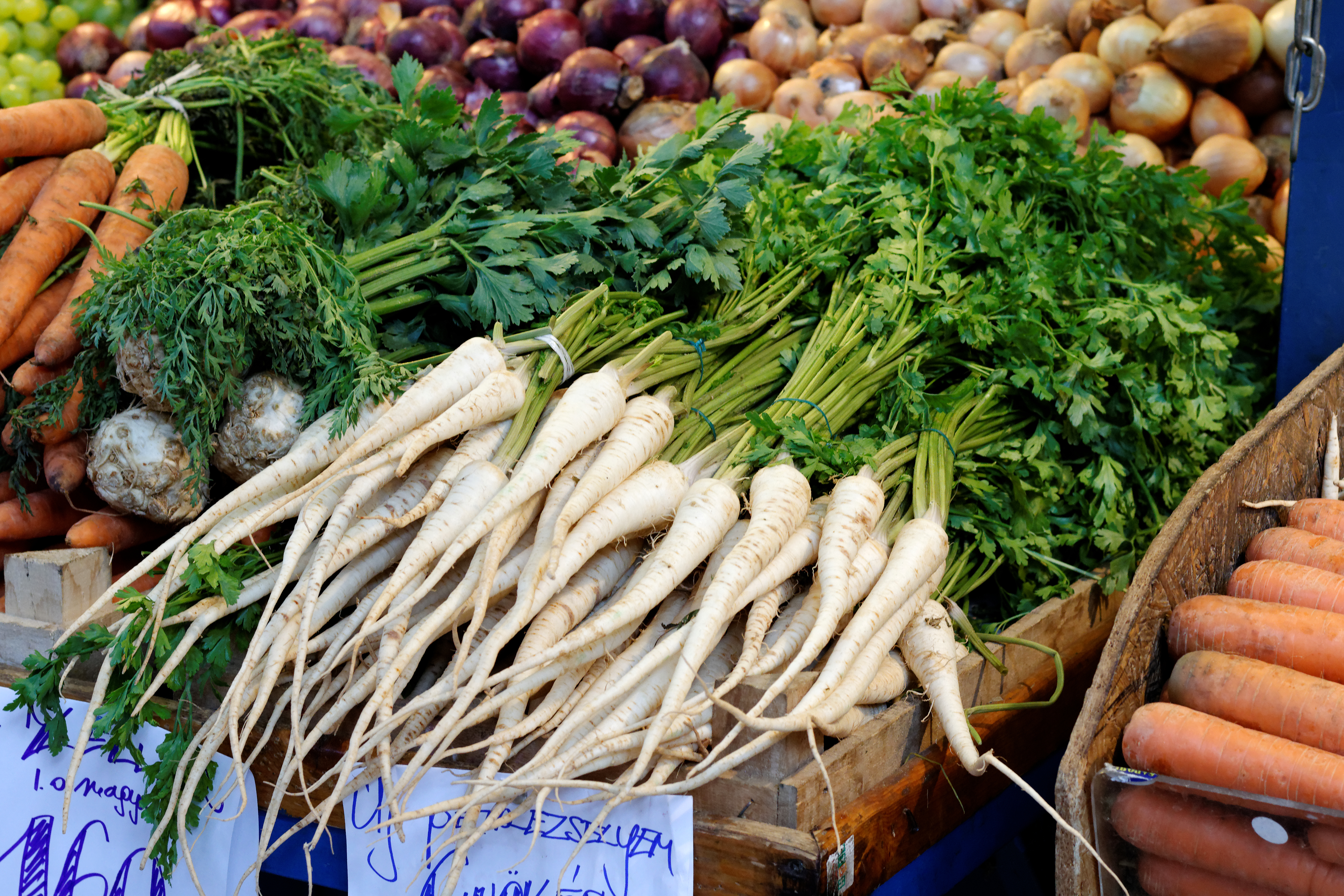
Pietruszka zwyczajna

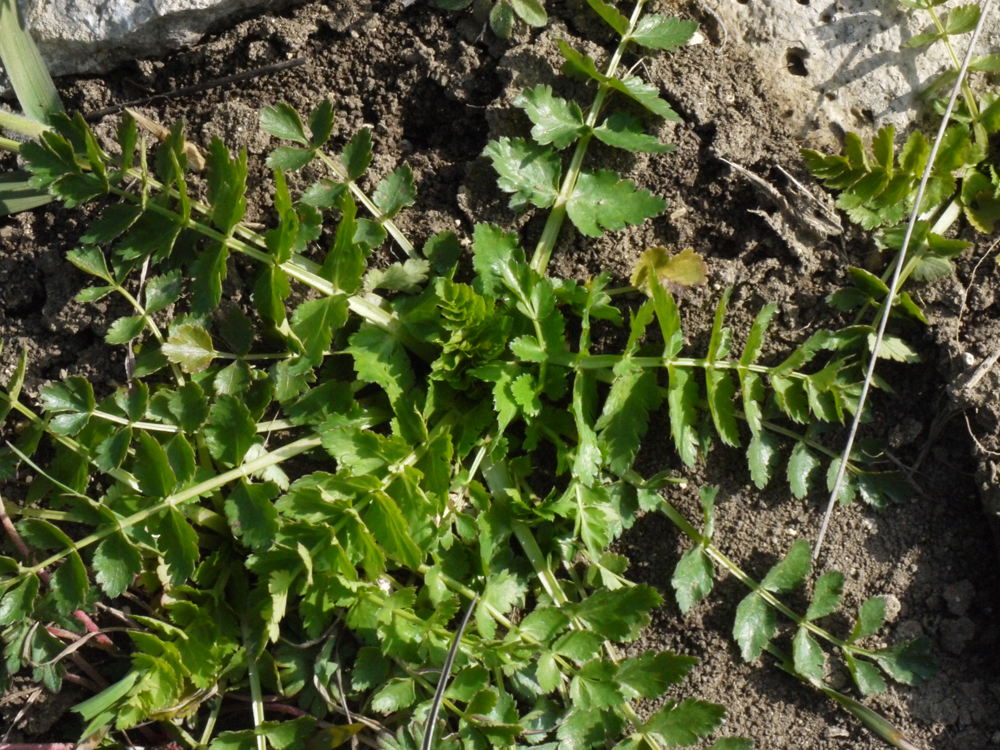
Pojedynczo pierzaste liście Petroselinum segetum

## Morfologia
PokrójRośliny dwuletnie i jednoroczne o wąsko stożkowatym korzeniu. Pęd nagi, prosto wzniesiony, rozgałęziający się, u nasady z pochwami liściowymi. Łodyga obła, osiąga do 1 m wysokości.
LiściePierzasto podzielone, u P. segetum pojedynczo, u P. crispum potrójnie. Blaszka w zarysie trójkątna, poszczególne odcinki liści jajowate do równowąskich, ząbkowane lub wcinane.
KwiatyZebrane w luźne baldachy złożone wyrastające na szczycie pędu lub w kątach liści. Baldachy od góry spłaszczone. Pokrywy i pokrywki bardzo nieliczne (od 1 do 8). Działki kielicha bardzo drobne. Płatki korony żółtawe u P. crispum i białe u P. segetum.
OwocPodługowato-jajowata rozłupnia, o długości 2-4 mm.

## Systematyka
Rodzaj klasyfikowany do plemienia Apieae, podrodziny Apioideae w obrębie rodziny selerowatych Apiaceae.
Wykaz gatunków
- Petroselinum crispum (Mill.) Fuss – pietruszka zwyczajna
- Petroselinum segetum (L.) W.D.J.Koch